# Cernay-lès-Reims
Pour les articles homonymes, voir Cernay.
 (janvier 2013).
Cernay-lès-Reims est une commune française située dans le département de la Marne en région Grand Est.

## Géographie

### Situation

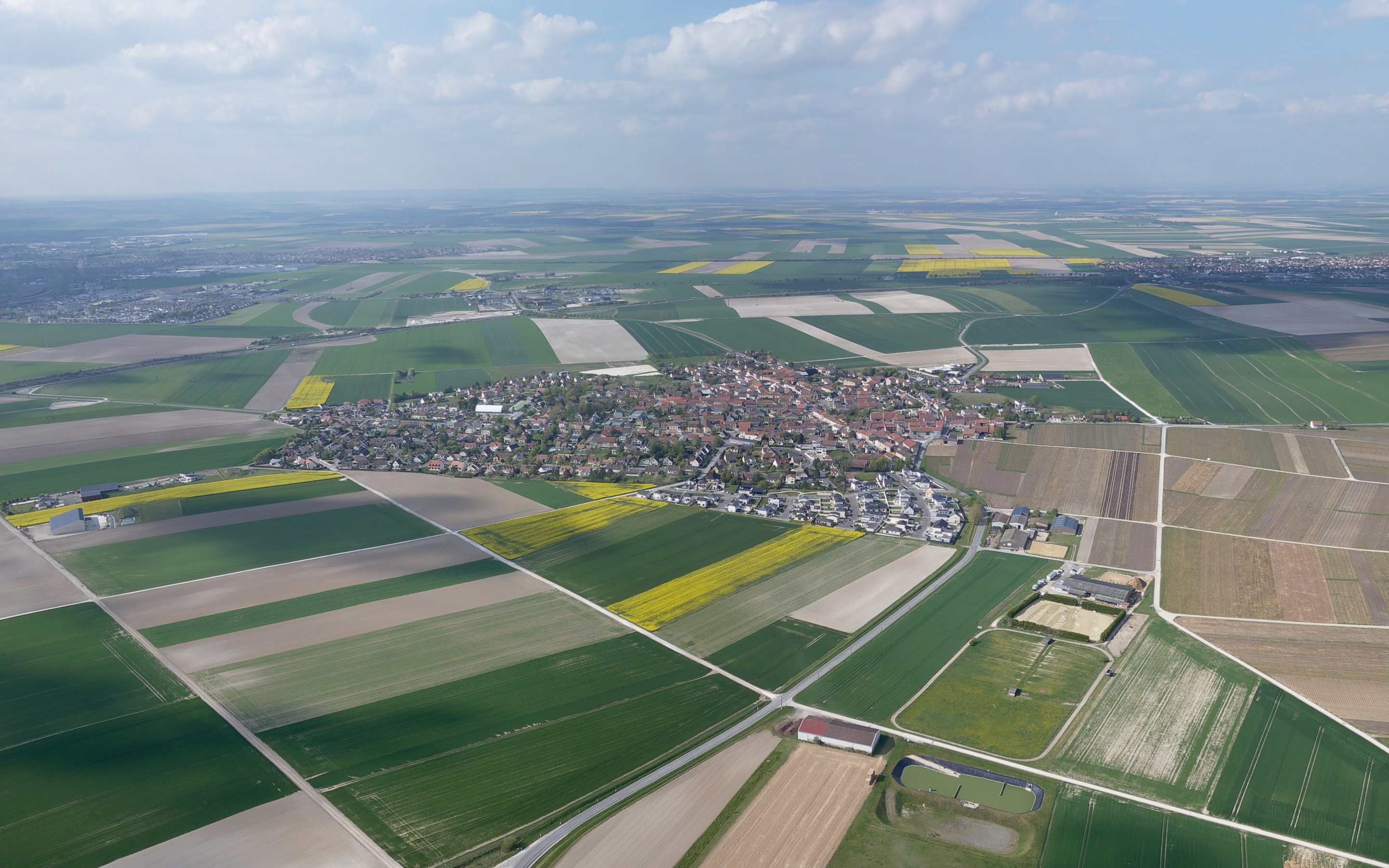
Cernay vue du ciel depuis le sud de la commune

Le village de Cernay-lès-Reims exprime par son nom sa proximité avec l'agglomération de Reims. Cinq kilomètres seulement le séparent du centre de la métropole régionale, cependant, le village a conservé tout son caractère agricole et viticole, sans activités péri-urbaines[Passage problématique] . 

### Communes limitrophes
Les communes limitrophes sont  Berru, Nogent-l'Abbesse, Puisieulx, Reims, Saint-Léonard et Witry-lès-Reims.
|       | Witry-lès-Reims  |                             |
| Reims | Cernay-lès-Reims | Berru                       |
|       | Saint-Léonard    | Nogent-l'Abbesse, Puisieulx |

### Géologie et relief
Le village est inséré dans le flanc sud-ouest du Mont de Berru (267 m), d'où peut-être son nom (Sarnacum, village du versant selon Charles Bosteaux).
À l’ère tertiaire, le bassin rémois était sous une mer dont émergeait le Mont de Berru. Une partie du terroir de Cernay était en bord de mer, comme l'attestent les sables et leurs fossiles en sortie nord du village.
La craie est en abondance sur tout le terroir du village (à 50 cm de profondeur environ), ce qui caractérise les bassins sédimentaires de l'ère secondaire. Le paléontologue Victor Lemoine, au XIXe siècle, identifia sur le terroir des os de gastornis, l'un des plus grands oiseaux ayant existé sur terre, au début de l'ère tertiaire (il mesurait deux fois la taille d'un homme, lequel n'existait pas encore à cette époque). De nombreux autres fossiles du Paléocène ont été découverts dans la formation du Conglomérat de Cernay.

### Hydrographie

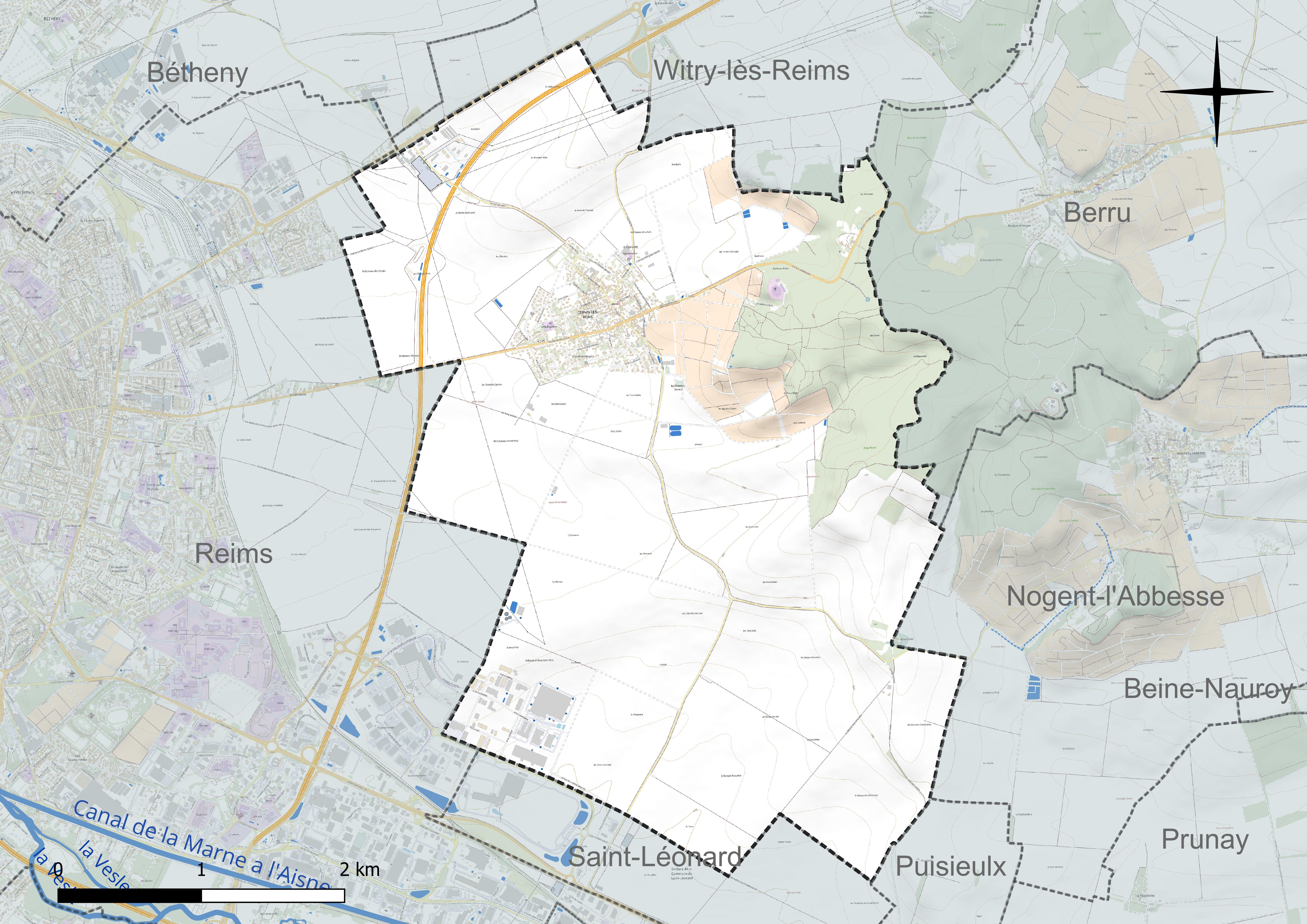
Réseau hydrographique de Cernay-lès-Reims.

La commune est dans la région hydrographique « la Seine du confluent de l'Oise (inclus) à l'embouchure » au sein du bassin Seine-Normandie. Elle n'est drainée par aucun cours d'eau,.

### Climat
Pour des articles plus généraux, voir Climat du Grand Est et Climat de la Marne.
En 2010, le climat de la commune est de type climat océanique dégradé des plaines du Centre et du Nord, selon une étude du Centre national de la recherche scientifique s'appuyant sur une série de données couvrant la période 1971-2000. En 2020, Météo-France publie une typologie des climats de la France métropolitaine dans laquelle la commune est exposée à un climat océanique altéré et est dans la région climatique  Nord-est du bassin Parisien, caractérisée par un ensoleillement médiocre, une pluviométrie moyenne régulièrement répartie au cours de l’année et un hiver froid (3 °C). 
Pour la période 1971-2000, la température annuelle moyenne est de 10,5 °C, avec une amplitude thermique annuelle de 15,1 °C. Le cumul annuel moyen de précipitations est de 722 mm, avec 12,1 jours de précipitations en janvier et 8,4 jours en juillet. Pour la période 1991-2020, la température moyenne annuelle observée sur la station météorologique de Météo-France la plus proche, « Mailly-civc », sur la commune de Mailly-Champagne à 12 km à vol d'oiseau, est de 11,2 °C et le cumul annuel moyen de précipitations est de 755,5 mm. 
La température maximale relevée sur cette station est de 39,8 °C, atteinte le 25 juillet 2019 ; la température minimale est de −20 °C, atteinte le 16 janvier 1985,,. 
Les paramètres climatiques de la commune ont été estimés pour le milieu du siècle (2041-2070) selon différents scénarios d'émission de gaz à effet de serre à partir des nouvelles projections climatiques de référence DRIAS-2020. Ils sont consultables sur un site dédié publié par Météo-France en novembre 2022.

### Paysages
Le plus grand espace, rural essentiellement, du Pays Rémois, s'étendant entre Saint-Souplet-sur-Py à l'est et Fismes à l'ouest, compte moins de 75 000 habitants et est un paysage modelé par l'agriculture (et ici, la viticulture aussi) et parsemé de villages et clochers d'églises de loin en loin. 
Cernay-lès-Reims se situe exactement à la charnière entre l'espace urbain et le grand espace rural périphérique ; il est à l'image du village français typiquement rural.

## Urbanisme

### Généralités
La commune fait partie du le Pays rémois, l'une des 432 régions agricoles françaises, et qui est située autour de l'agglomération rémoise, 140 communes constituent avec la ville-centre un bassin agricole et viticole (), un bassin d'emplois et d'activités économiques diversifiées ainsi que des ensembles résidentiels urbains, péri-urbains et ruraux. Depuis 1988, le SIEPRUR (Syndicat intercommunal d’études et de programmation de la région urbaine de Reims) donne un cadre à ces terroirs diversifiés ayant un centre d'attractivité commun à tous les villages constituants : Reims. Le sous-ensemble majeur et urbain de ce territoire du Pays Rémois, c'est l'agglomération, ou Reims Métropole, comptant 215 000 habitants.

### Typologie
Au 1er janvier 2024, Cernay-lès-Reims est catégorisée ceinture urbaine, selon la nouvelle grille communale de densité à sept niveaux définie par l'Insee en 2022.
Elle est située hors unité urbaine. Par ailleurs la commune fait partie de l'aire d'attraction de Reims, dont elle est une commune de la couronne,. Cette aire, qui regroupe 294 communes, est catégorisée dans les aires de 200 000 à moins de 700 000 habitants,.

### Occupation des sols

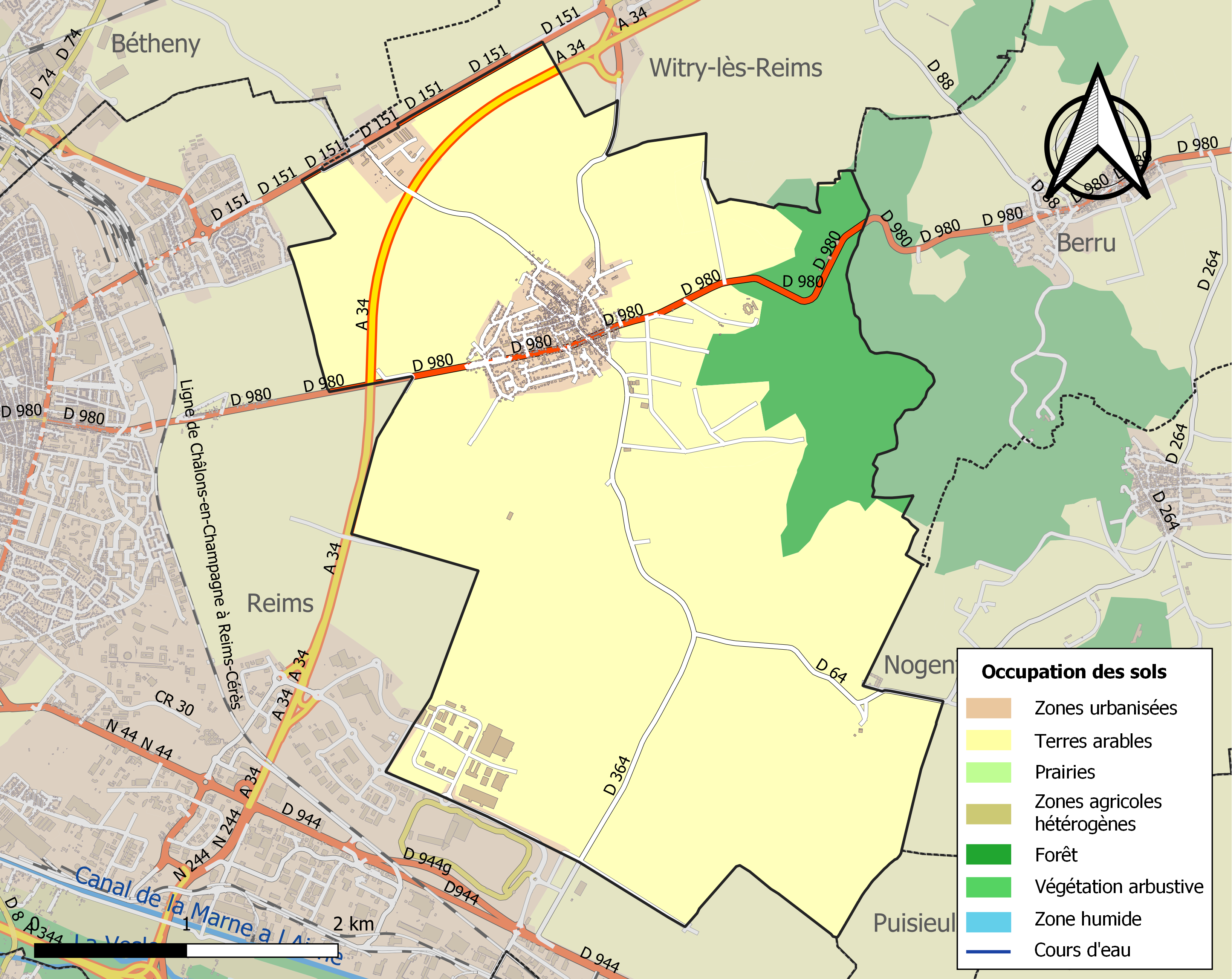
Carte des infrastructures et de l'occupation des sols de la commune en 2018 (CLC).

L'occupation des sols de la commune, telle qu'elle ressort de la base de données européenne d’occupation biophysique des sols Corine Land Cover (CLC), est marquée par l'importance des territoires agricoles (84,9 % en 2018), en diminution par rapport à 1990 (86,2 %). 
La répartition détaillée en 2018 est la suivante : terres arables (78,9 %), forêts (9,7 %), cultures permanentes (6,1 %), zones urbanisées (3,9 %), zones industrielles ou commerciales et réseaux de communication (1,1 %), mines, décharges et chantiers (0,4 %). 
L'évolution de l’occupation des sols de la commune et de ses infrastructures peut être observée sur les différentes représentations cartographiques du territoire : la carte de Cassini (XVIIIe siècle), la carte d'état-major (1820-1866) et les cartes ou photos aériennes de l'IGN pour la période actuelle (1950 à aujourd'hui).

### Habitat et logement
En 2021, le nombre total de logements dans la commune était de 633, alors qu'il était de 569 en 2016 et de 544 en 2011. 
Parmi ces logements, 93,6 % étaient des résidences principales, 0,5 % des résidences secondaires et 5,8 % des logements vacants. Ces logements étaient pour 97,9 % d'entre eux des maisons individuelles et pour 2,1 % des appartements. 
Le tableau ci-dessous présente la typologie des logements à Cernay-lès-Reims en 2021 en comparaison avec celle de la Marne et de la France entière. Une caractéristique marquante du parc de logements est ainsi la faible proportion des résidences secondaires et logements occasionnels (0,5 %) par rapport au département (3,4 %) et à la France entière (9,7 %). 
| Typologie                                               | Cernay-lès-Reims | Marne | France entière |
| ------------------------------------------------------- | ---------------- | ----- | -------------- |
| Résidences principales (en %)                           | 93,6             | 87,5  | 82,2           |
| Résidences secondaires et logements occasionnels (en %) | 0,5              | 3,4   | 9,7            |
| Logements vacants (en %)                                | 5,8              | 9,1   | 8,1            |

### Voies de communication et transports
La commune est desservie par la ligne de transport à la demande   TAD Est  du réseau de transports en commun de l'agglomération CITURA qui la relie directement à Reims.

## Toponymie
Le nom de la localité est attesté sous les formes Sarnacum (1103) ; Sarnaium (1213) ; Cernai (vers 1222) ; Sernacum (1247) ; Sarnay (1248) ; Sarnacum juxta Remis (1275) ; Sarnai (1286) ; Sarney (commencement du XIVe siècle) ; Sernay (1328) ; Sarnacum le Pelé (1346) ; Se[r]nay-le-Pelé lez Reims (1384) ; Sernay devant Reims (1384) ; Sernais-lez-Reims (1556).

L'étymologie du village qui appartient à tout un groupe de Cernay, communs au nord de la Loire. Le nom semble procéder d'un primitif *(I)sarnako, nom celtique (gaulois) signifiant « endroit où il y a du fer » sur isarno « fer » et suffixe localisant *-āko (latinisé -acum). le village est mentionné sous la forme latinisée Sarnacum en 1103.
La préposition « lès » permet de signifier la proximité d'un lieu géographique par rapport à un autre lieu. En règle générale, il s'agit d'une localité qui tient à se situer par rapport à une ville voisine plus grande. La commune de Cernay indique qu'elle se situe près de Reims.

## Histoire
En remontant dans l'histoire, il semble difficile d'identifier ce qui a prévalu d'abord pour donner consistance au village : les activités agricoles ou l'adossement à la toute proche ville de Reims, qui émerge vers les années 50 apr. J.-C.

### Préhistoire et antiquité
Selon Charles Bosteaux, Cernay apparaît pour la première fois dans des écrits au XIIe siècle ; il évoque des traces d'habitat beaucoup plus anciennes autour du Mont de Berru (grottes du Néolithique). On peut penser que le village existe sous son nom bien avant les écrits du XIIe siècle mentionnés par Ch. Bosteaux depuis la publication par J. Diblick de son livre Comment lire une cathédrale en 1998 : commentant les sculptures du transept Nord de la cathédrale de Reims consacrées au baptême de Clovis, il précise qu'« un tonneau du vin de Cernay » figurant sur ce transept est apporté pour ce baptême. Au Ve siècle, Cernay existe donc déjà.

### Moyen Âge
Pendant la guerre de Cent Ans, les habitants se réfugient plusieurs fois derrière les murailles de Reims, lors du siège de Reims seize habitants sont recensés dans le registre des étrangers reçus à Reims. Les Anglais ravagent la campagne et établirent un camp au nord de la ville.
Les principaux seigneurs de la ville sont le chapitre de la cathédrale Notre-Dame de Reims et les templiers de Reims.

### Époque contemporaine
Lors de la guerre franco-allemande de 1870, les troupes allemandes stationnaient en la commune du 4 septembre 1870 au 21 juillet 1871.
- Cernay-lès-Reims au tout début du XXe siècle

"Cernay-lès-Reims
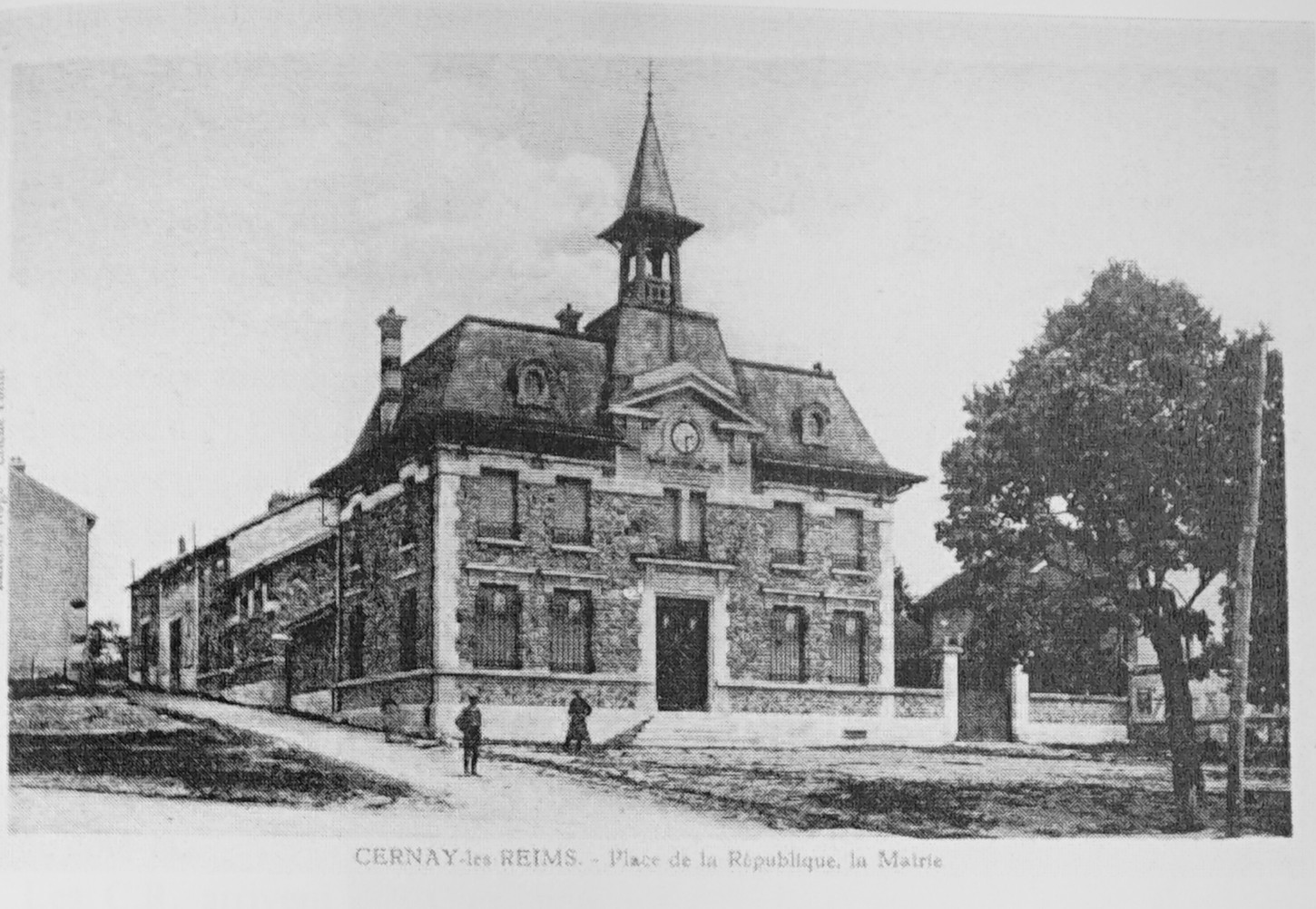
La mairie
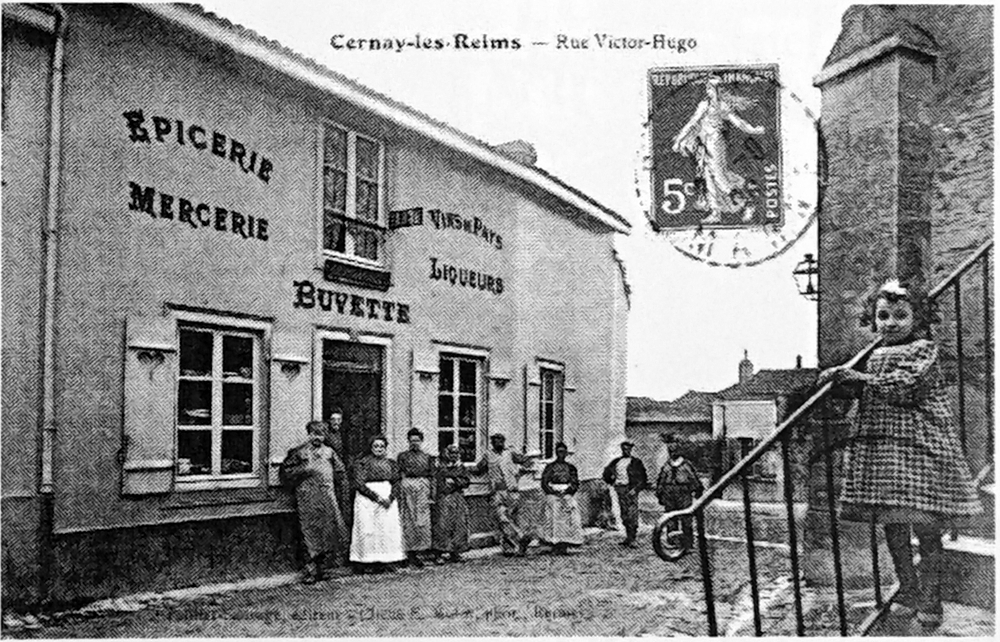
La rue Victor-Hugo
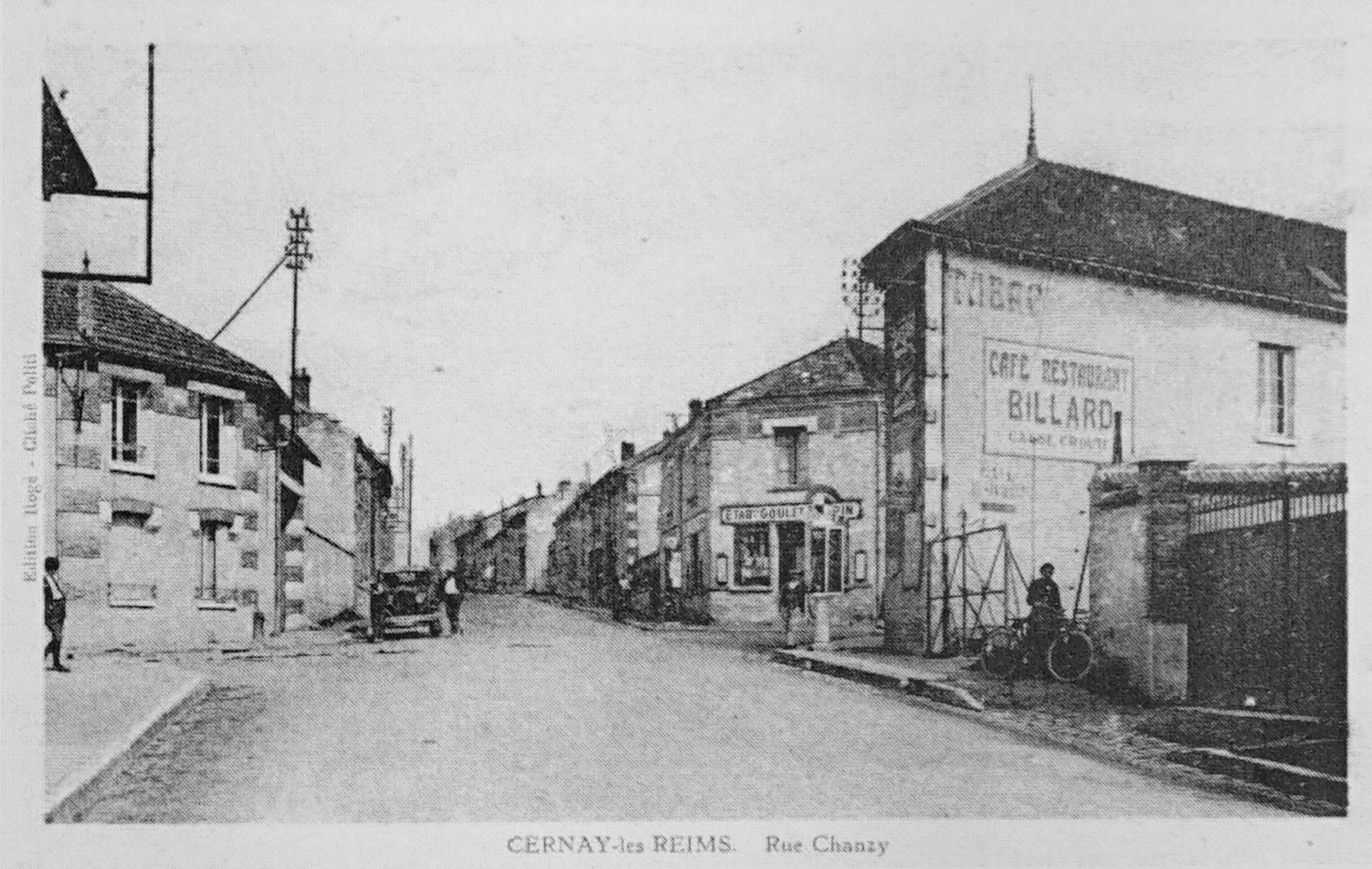
La rue Chanzy et son établissement Goulet-Turpin.
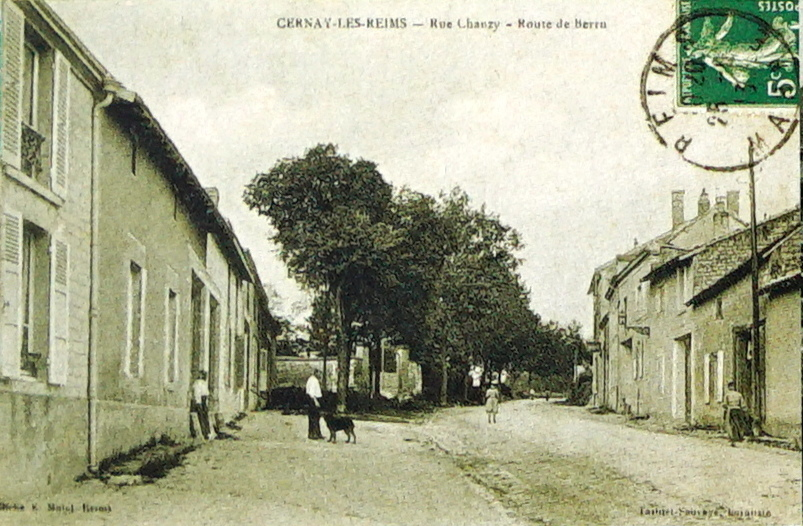
La rue Chanzy - route de Berru
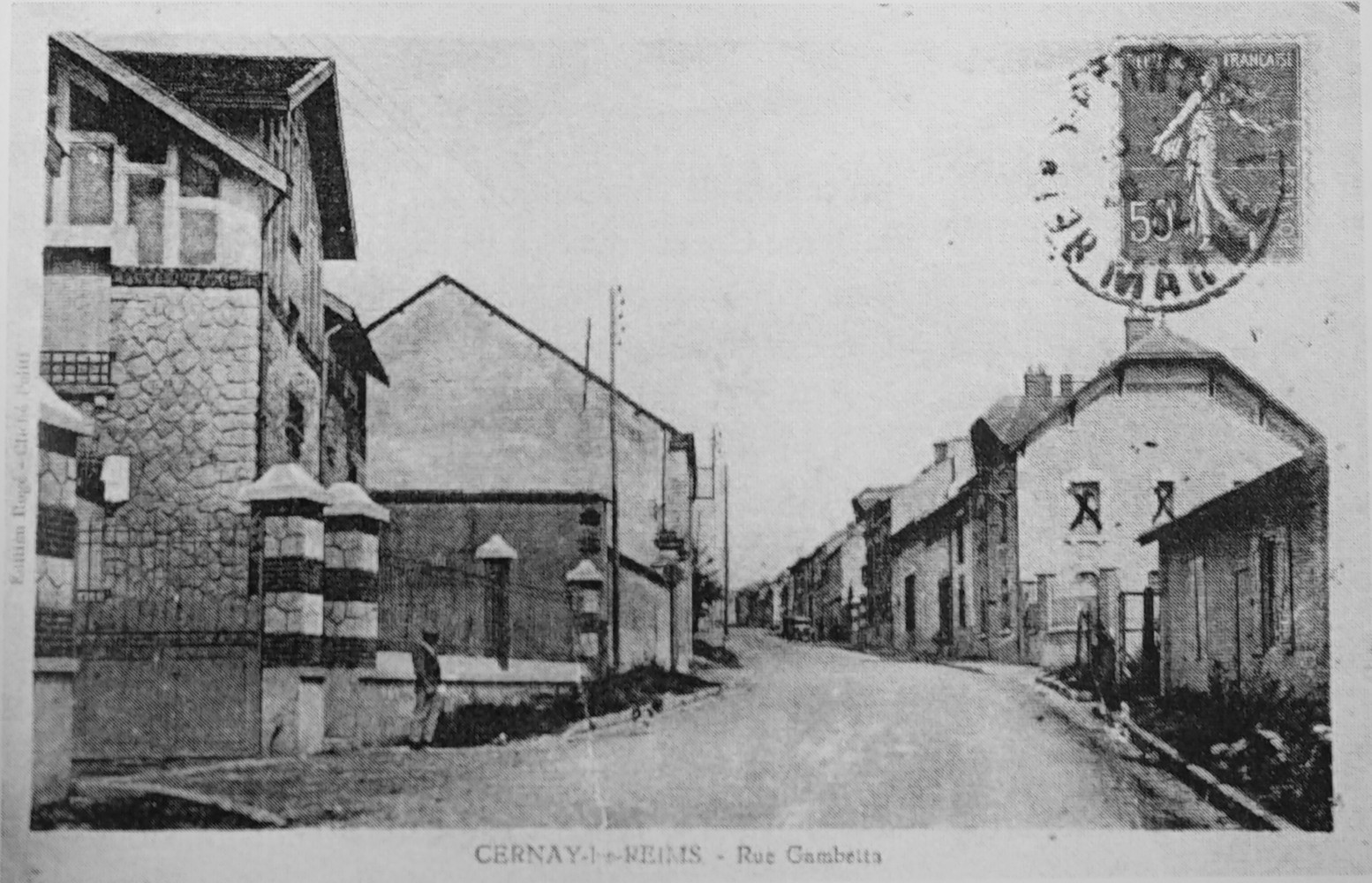
Rue Gambetta

#### Première Guerre mondiale
Le village est considéré comme détruit à la fin de la guerre et a  été décoré de la Croix de guerre 1914-1918, le 1er octobre 1920.

## Politique et administration

### Rattachements administratifs et électoraux

#### Rattachements administratifs
La commune se trouve dans l'arrondissement de Reims du département de la Marne.
Elle faisait partie depuis 1801 du canton de Beine-Nauroy. Dans le cadre du redécoupage cantonal de 2014 en France, cette circonscription administrative territoriale a disparu, et le canton n'est plus qu'une circonscription électorale.

#### Rattachements électoraux
Pour les élections départementales, la commune fait partie depuis 2014 du canton de Reims-8
Pour l'élection des députés, elle fait partie de la quatrième circonscription de la Marne.

### Intercommunalité
La commune, antérieurement membre de la communauté de communes du Mont de Berru, est  devenue membre depuis le 1er janvier 2013 de la communauté d'agglomération de Reims Métropole.
En effet, conformément aux prévisions du schéma départemental de coopération intercommunale (SDCI) de la Marne du 15 décembre 2011,, la communauté de communes de Taissy a fusionné avec l'ancienne Communauté d'agglomération Reims Métropole pour former le 1er janvier 2013 la nouvelle communauté d'agglomération de Reims Métropole à laquelle se sont jointes les communes de Champigny, Sillery et Cernay-lès-Reims.
Le 1er janvier 2017, cette communauté d'agglomération a fusionné avec d'autres intercommunalités pour former une communauté urbaine qui a conservé la dénomination de Grand Reims et dont la commune est désormais membre.

### Liste des maires
| Période                                  | Période                       | Identité                   | Étiquette   | Qualité                                                                       |
| ---------------------------------------- | ----------------------------- | -------------------------- | ----------- | ----------------------------------------------------------------------------- |
| Les données manquantes sont à compléter. |                               |                            |             |                                                                               |
| février 1790                             | octobre 1791                  | Jean Pérard                |             | Démissionnaire                                                                |
| octobre 1791                             | mai 1793                      | Laurent Guérin             |             |                                                                               |
| mai 1793                                 | brumaire An IV                | Éloi Collet                |             |                                                                               |
| brumaire An IV                           | germinal An IV                | Jean-Baptiste Pérard-Bègue |             |                                                                               |
|                                          |                               |                            |             |                                                                               |
| octobre 1874                             | mai 1875                      | M. Berthel                 |             |                                                                               |
|                                          |                               |                            |             |                                                                               |
| octobre 1876                             | pendant 30 ans                | Pierre Charles Bosteaux    |             |                                                                               |
|                                          |                               |                            |             |                                                                               |
| 1946                                     | 1965                          | Paul Pérard                |             |                                                                               |
| 1995                                     | 2008                          | Claude Cucurulo            |             |                                                                               |
| 2008                                     | En cours (au 11 juillet 2020) | Patrick Bedek              | SE puis UDI | Vice-président de la CU Grand Reims (2017 → ) Réélu pour le mandat 2020-2026, |

## Équipements et services publics
- Une épicerie et une résidence pour personnes âgées sont en construction[Quand ?] dans l'ancien château.

## Population et société

### Démographie
L'évolution du nombre d'habitants est connue à travers les recensements de la population effectués dans la commune depuis 1793. Pour les communes de moins de 10 000 habitants, une enquête de recensement portant sur toute la population est réalisée tous les cinq ans, les populations de référence des années intermédiaires étant quant à elles estimées par interpolation ou extrapolation. Pour la commune, le premier recensement exhaustif entrant dans le cadre du nouveau dispositif a été réalisé en 2007.

En 2022, la commune comptait 1 566 habitants, en évolution de +12,42 % par rapport à 2016 (Marne : −1,19 %, France hors Mayotte : +2,11 %).
| 1793 | 1800 | 1806 | 1821 | 1831 | 1836 | 1841 | 1846 | 1851 |
| ---- | ---- | ---- | ---- | ---- | ---- | ---- | ---- | ---- |
| 900  | 807  | 785  | 778  | 861  | 833  | 830  | 861  | 918  |

| 1856 | 1861 | 1866 | 1872 | 1876 | 1881 | 1886 | 1891 | 1896 |
| ---- | ---- | ---- | ---- | ---- | ---- | ---- | ---- | ---- |
| 881  | 856  | 816  | 764  | 757  | 732  | 705  | 700  | 686  |

| 1901 | 1906 | 1911 | 1921 | 1926 | 1931 | 1936 | 1946 | 1954 |
| ---- | ---- | ---- | ---- | ---- | ---- | ---- | ---- | ---- |
| 655  | 639  | 644  | 271  | 485  | 513  | 525  | 577  | 634  |

| 1962 | 1968 | 1975  | 1982  | 1990  | 1999  | 2006  | 2007  | 2012  |
| ---- | ---- | ----- | ----- | ----- | ----- | ----- | ----- | ----- |
| 684  | 947  | 1 002 | 1 160 | 1 152 | 1 210 | 1 307 | 1 321 | 1 279 |

| 2017  | 2022  | - | - | - | - | - | - | - |
| ----- | ----- | - | - | - | - | - | - | - |
| 1 426 | 1 566 | - | - | - | - | - | - | - |

## Économie

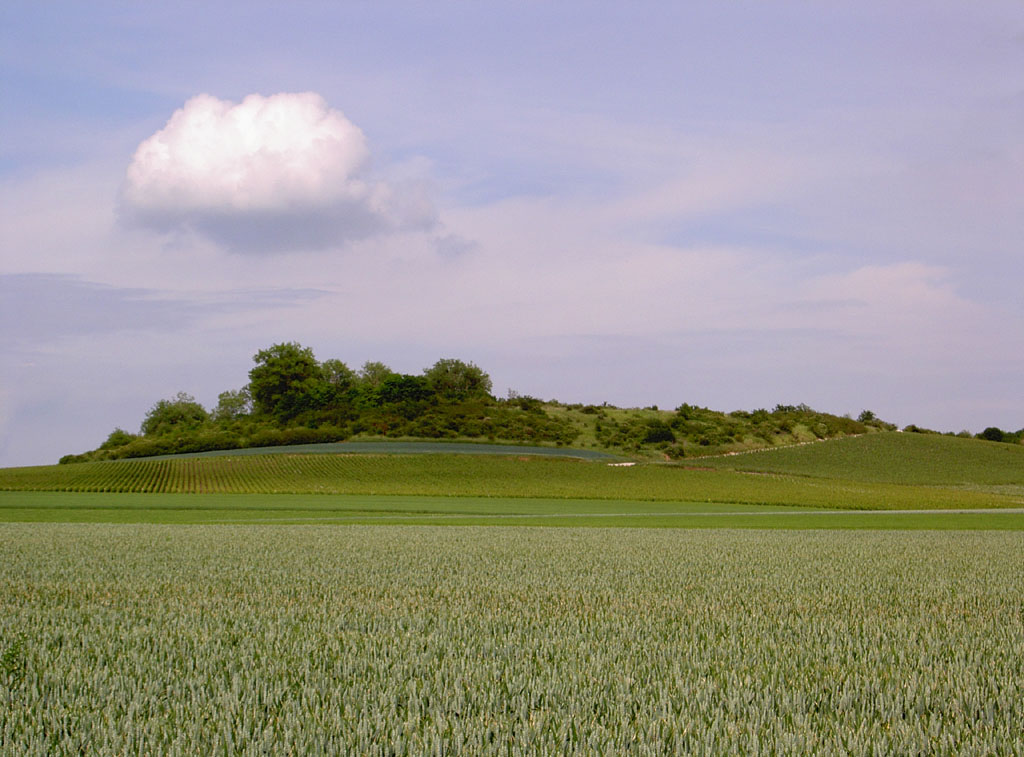
Le versant ouest du Mont de Berru.

Le vignoble des versants du Mont de Berru est en appellation champagne. La coopérative vinicole de Nogent-Cernay, à Nogent-l'Abbesse, pressure et vinifie une grande partie de ces raisins de cépage pinot meunier et chardonnay. Les surfaces de vignes avoisinent à Cernay 80 hectares ce qui équivaut à la production annuelle de quelque 750 000 bouteilles (variable selon le niveau d'appellation fixé chaque année par l'interprofession du Champagne, variable aussi en cas de gel ou de grêle...).
Les grandes cultures, très hautement mécanisées, sont l'autre grande activité économique à Cernay. Il s'y ajoute quelques services ou commerces de proximité, la très faible distance entre Cernay et Reims en limitant certainement les assises et la diversification.

## Culture et patrimoine

### Lieux et monuments
- L'église Saint-Martin date des XIIe et XIIIe siècles, de transition roman/gothique. Des remaniements postérieurs ont eu lieu aux XIVe et XVe siècles. Elle est détruite en grande partie en 1914-1915 ; sa reconstruction est achevée en 1957. Une Vierge à l'Enfant (sculpture en marbre d'époque gothique) originaire de cette église se trouve aujourd'hui au musée des Cloîtres à New York. Le baptistère semble très curieux. On trouve des escargots, symboles d'éternité, en chapiteaux de certaines colonnes. L'église est classée monument historique le 25 octobre 1911[30].

- La mairie est construite en 1881. Brûlée le 24 septembre 1914, elle est reconstruite en 1926.

- La salle des fêtes et le monument aux morts sont d'époque et de style Art déco (années 1930).

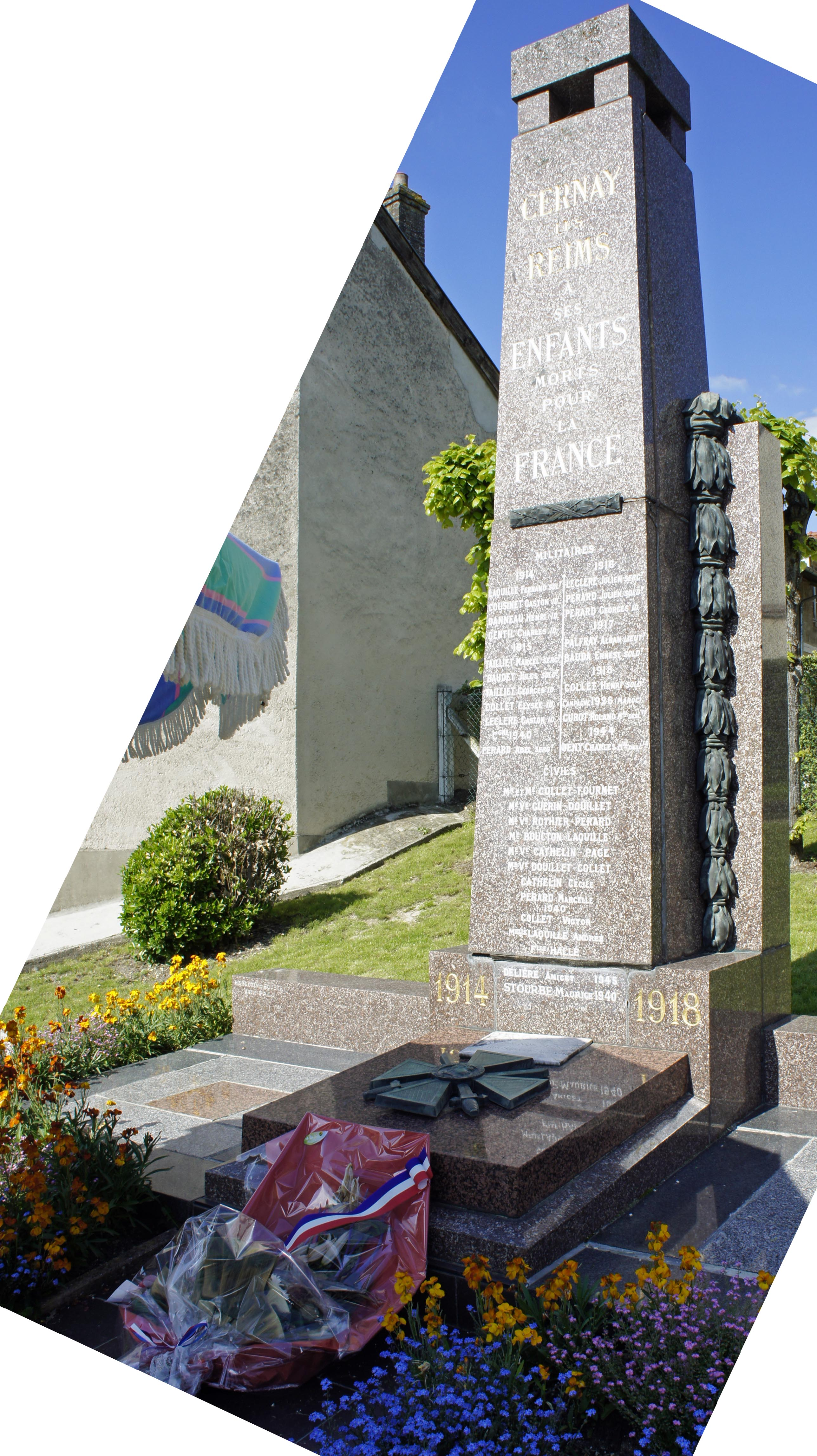
Le monument aux morts.
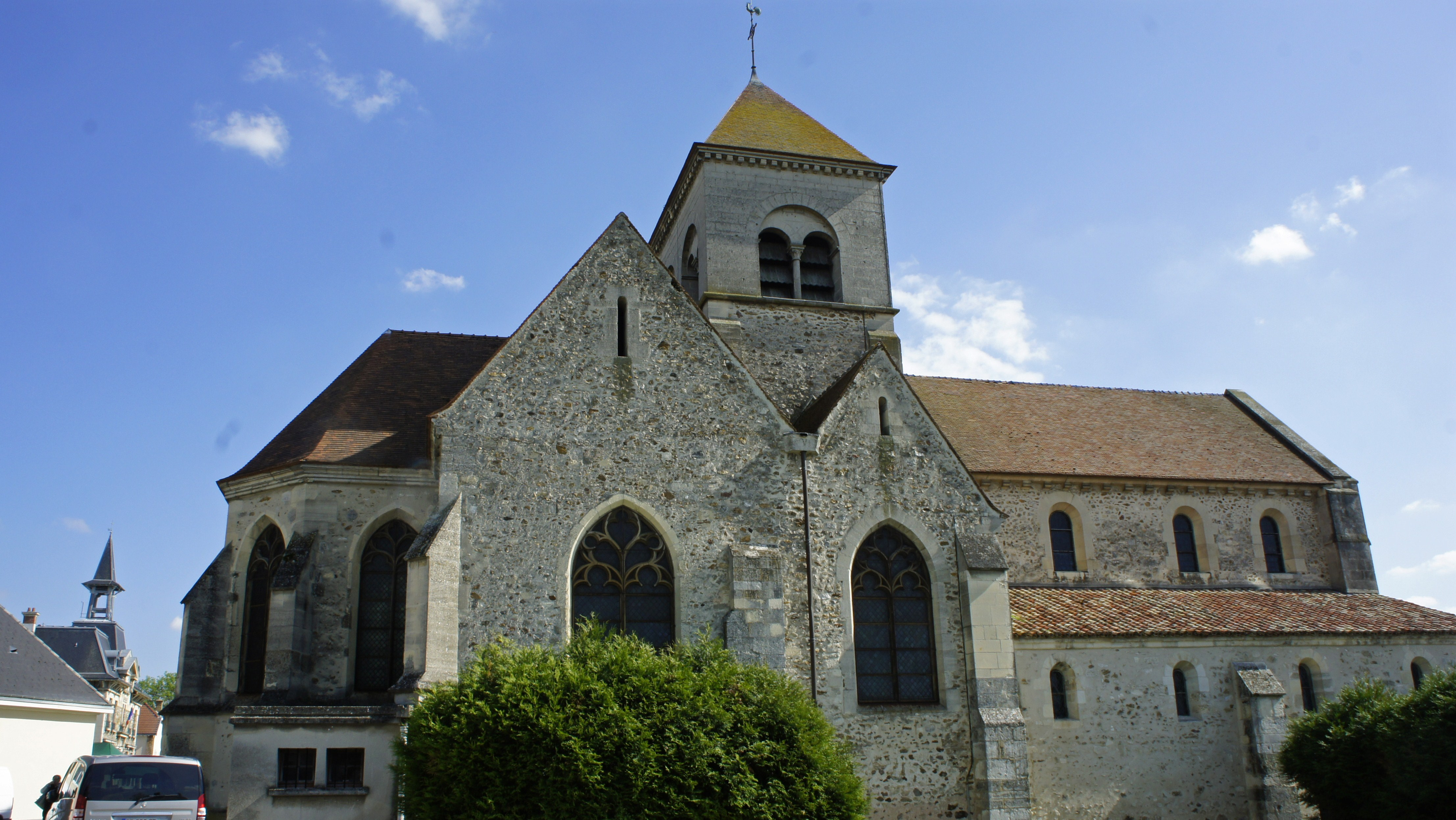
L'église.
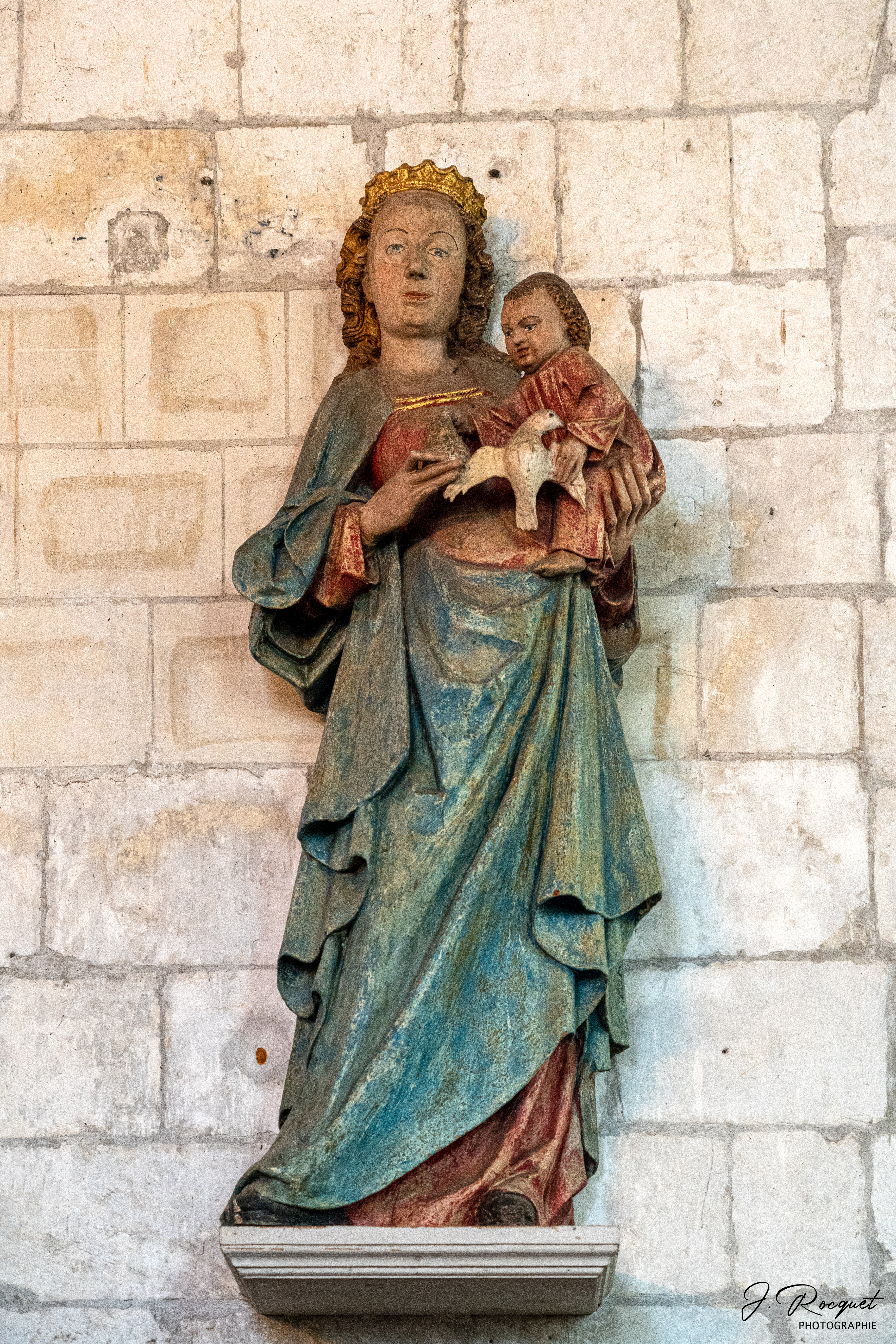
Vierge à l'Enfant.
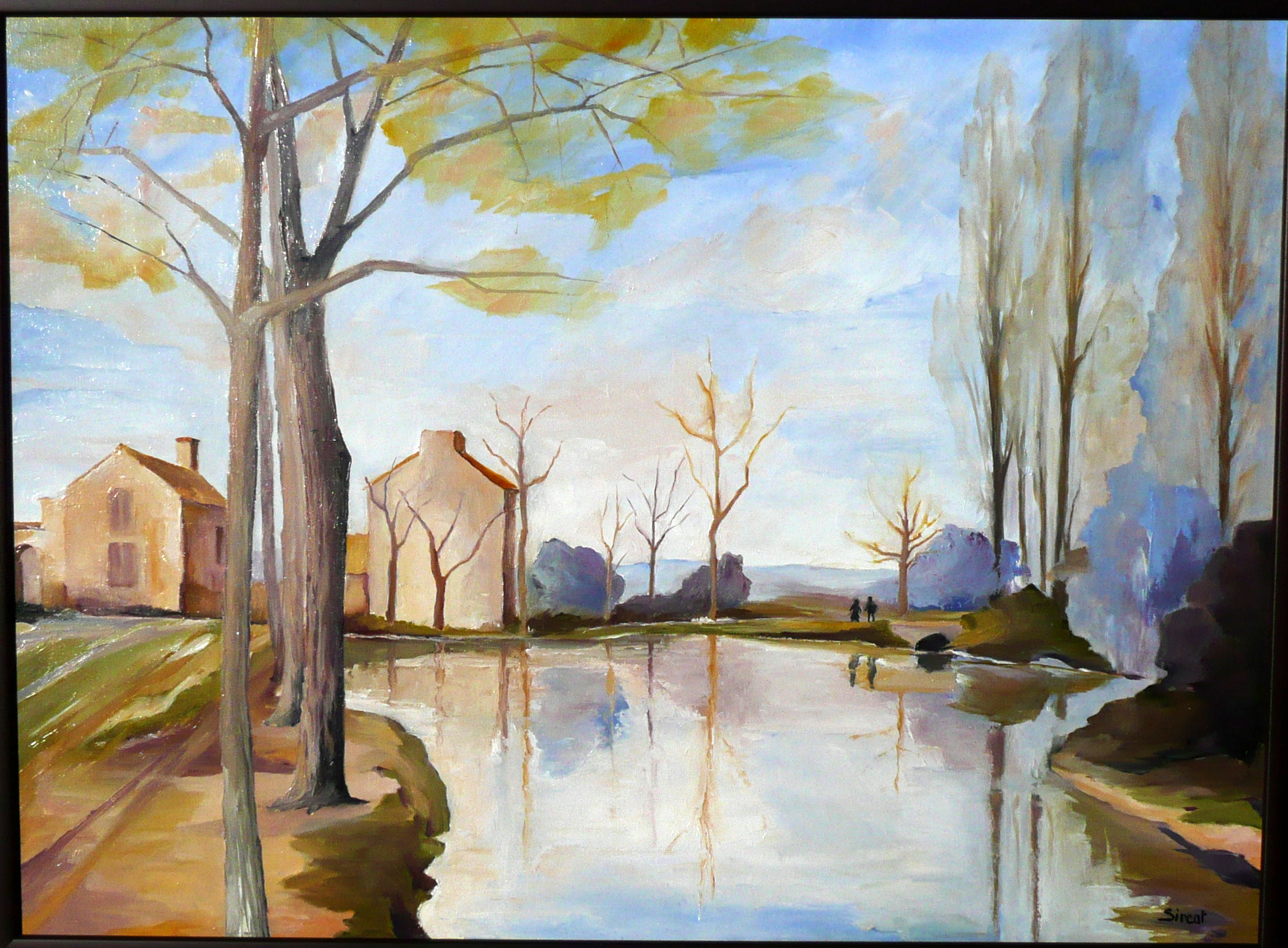
La mare de Cernay.
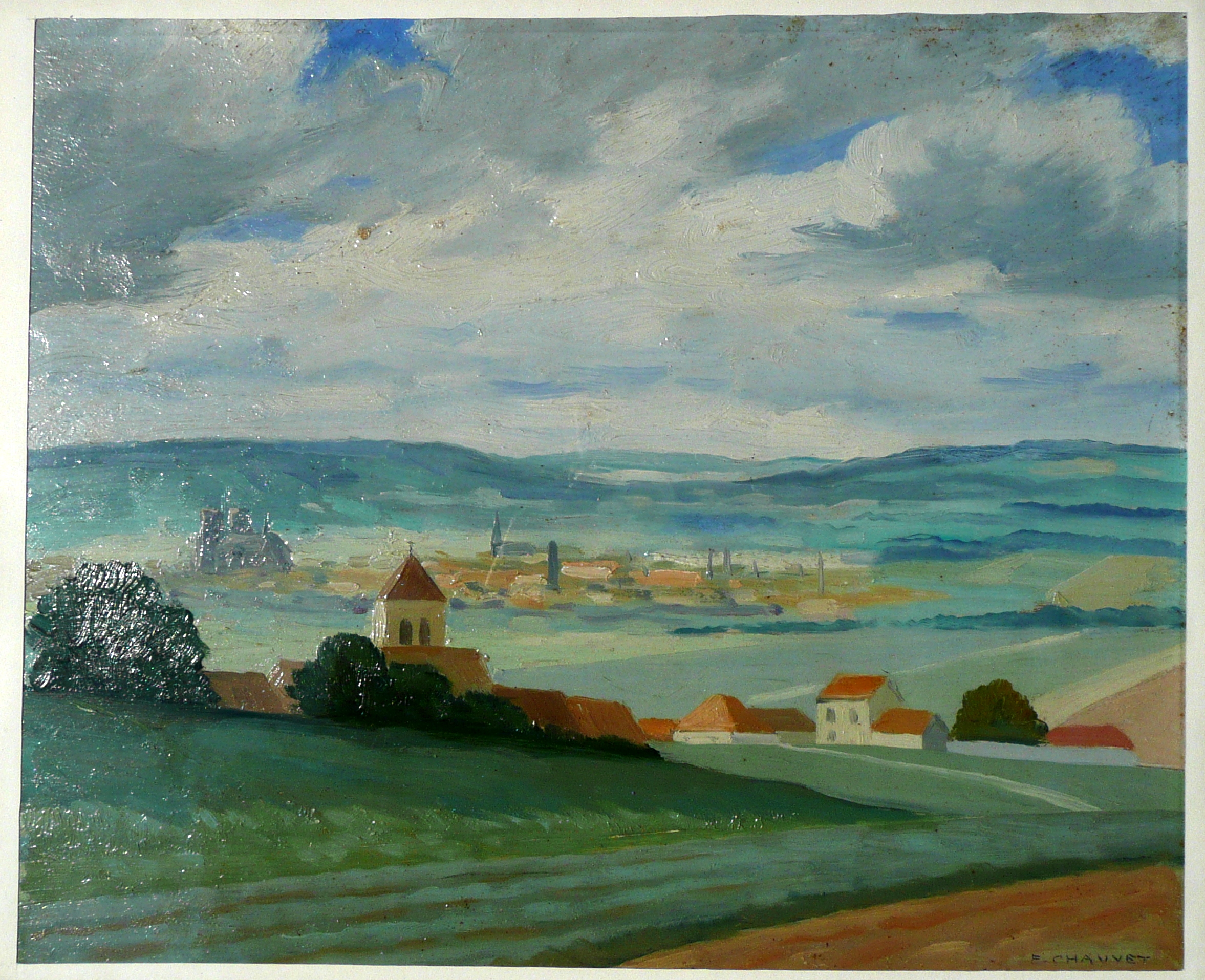
Vue de Cernay et Reims par la peintre Chauvet.

### Personnalités liées à la commune
- Clovis (vers 466-511), dont le baptême à Reims en 496 ou 498 a été célébré puis fêté en faisant venir un tonneau du vin de Cernay. Une sculpture sur le transept Nord de la cathédrale de Reims a immortalisé cette scène et le tonneau.

- Jean-Baptiste Colbert (1619-1683); homme d'État français, et Jean-Baptiste Drouet d'Erlon (1765-1844), militaire français, simple soldat de la Révolution devenu général en 1799, fait comte d'Empire par Napoléon, gouverneur général en Algérie entre 1834 et 1835 et élevé à la dignité de maréchal de France en 1843 :
 durant leur prime jeunesse, ces Rémois devenus célèbres étaient en nourrice à Cernay-lès-Reims, « parce que l'air y était bon » selon Ch. Bosteaux.

### Héraldique
| Blason de Cernay-lès-Reims | Blason  | Coupé en chevron : au premier d'azur à la double burèle potencée et contre-potencée d'or, au second de sinople à la pointe ondée cousue d'azur chargée d'une pointe d'or, rejoignant la pointe de la ligne de partition, accompagnée, à dextre, d'un cep de vigne et, à senestre, d'une gerbe de blé, le tout du même. |
| Blason de Cernay-lès-Reims | Détails | Le statut officiel du blason reste à déterminer. |

## Pour approfondir